# Šumšu
Šumšu (rusky: Остров Шумшу; japonsky: 占守島, Šumušu-tó; v ainštině: ši mošir) je nejsevernější z Kurilských ostrovů. Nalézá se 11 km jihozápadně od Kamčatky, resp. jeho nejjižnějšího výběžku mysu Lopatka. Od Kamčatky jej odděluje První kurilský průliv, od ostrova Paramušir je oddělen asi 2 km širokým Druhým kurilským průlivem.

## Geografie
Rozloha ostrova je 388 km², délka dosahuje 28 km a šířka 15 km. Nejvyšší bod ostrova je položen ve výšce 189 m n. m. a je tak nejnižším ze severní skupiny ostrovů. Povrch ostrova je pokryt mnoha jezírky a bažinami. Na ostrově se jako na jediném ze severní skupiny nenachází žádný vulkán, přesto se zde vyskytují sopečné horniny, jako například tufy.
V srpnu 1945 se tu odehrála bitva o Šumšu.

## Galerie

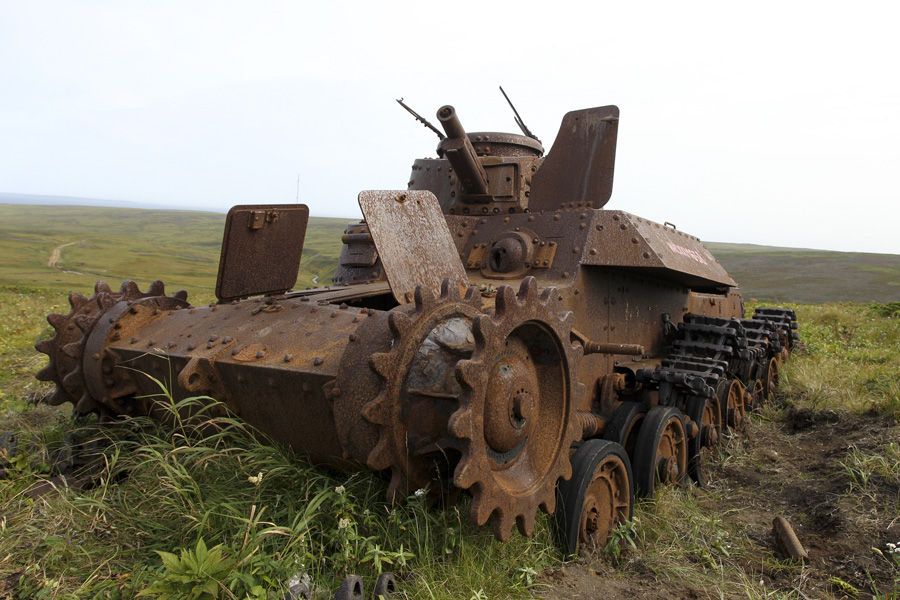
Japonský tank
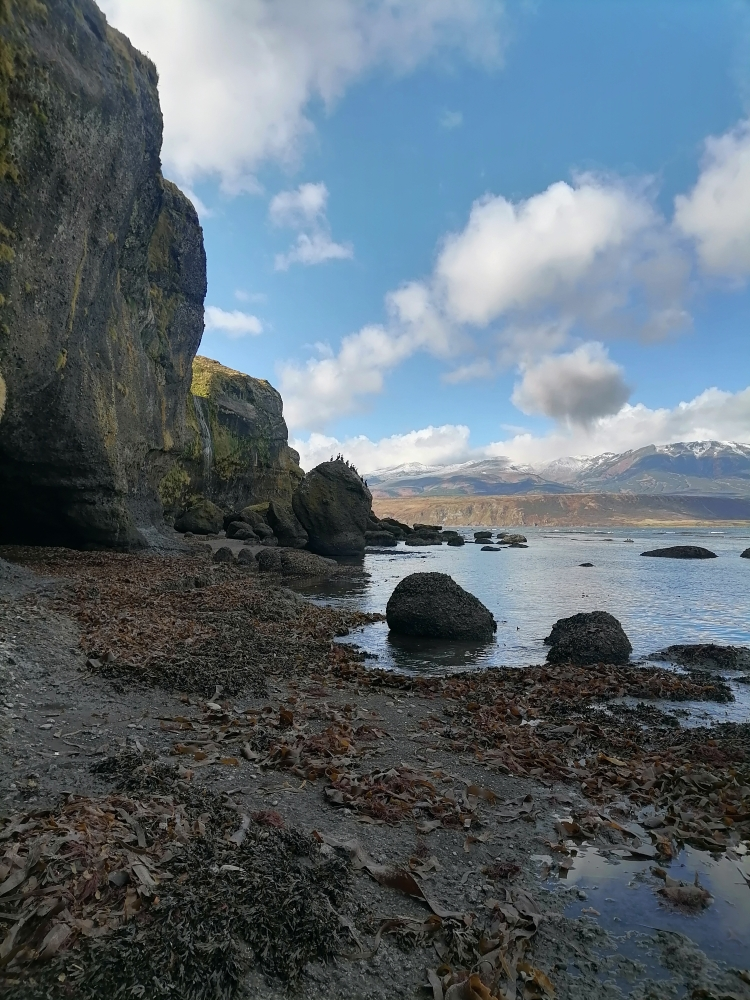
Tufová skaliska u neobydlené osady Bajkovo
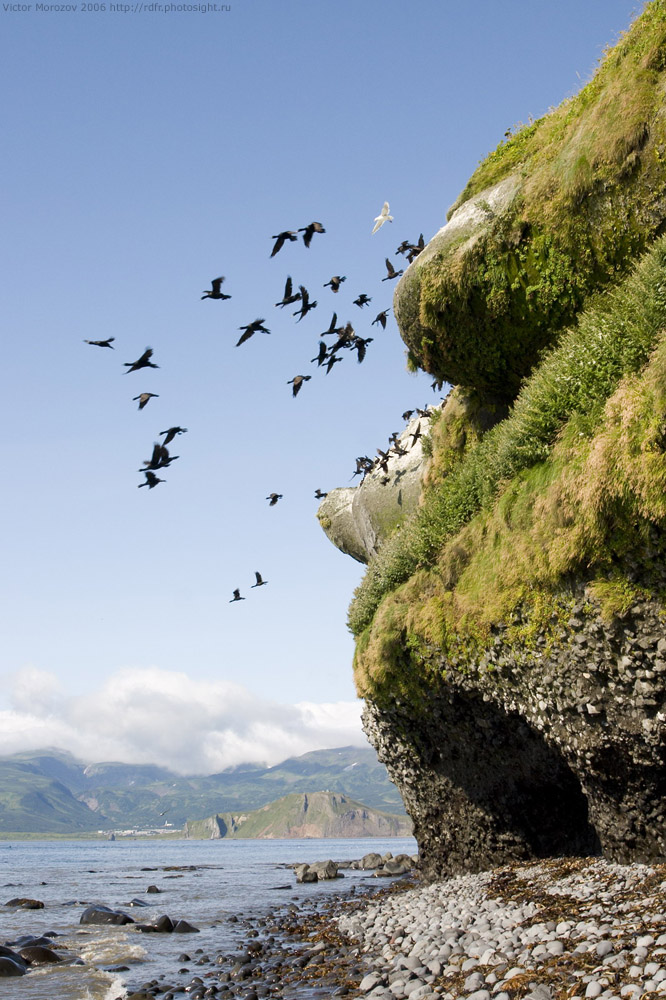
Kormoráni na pobřeží Šumšu
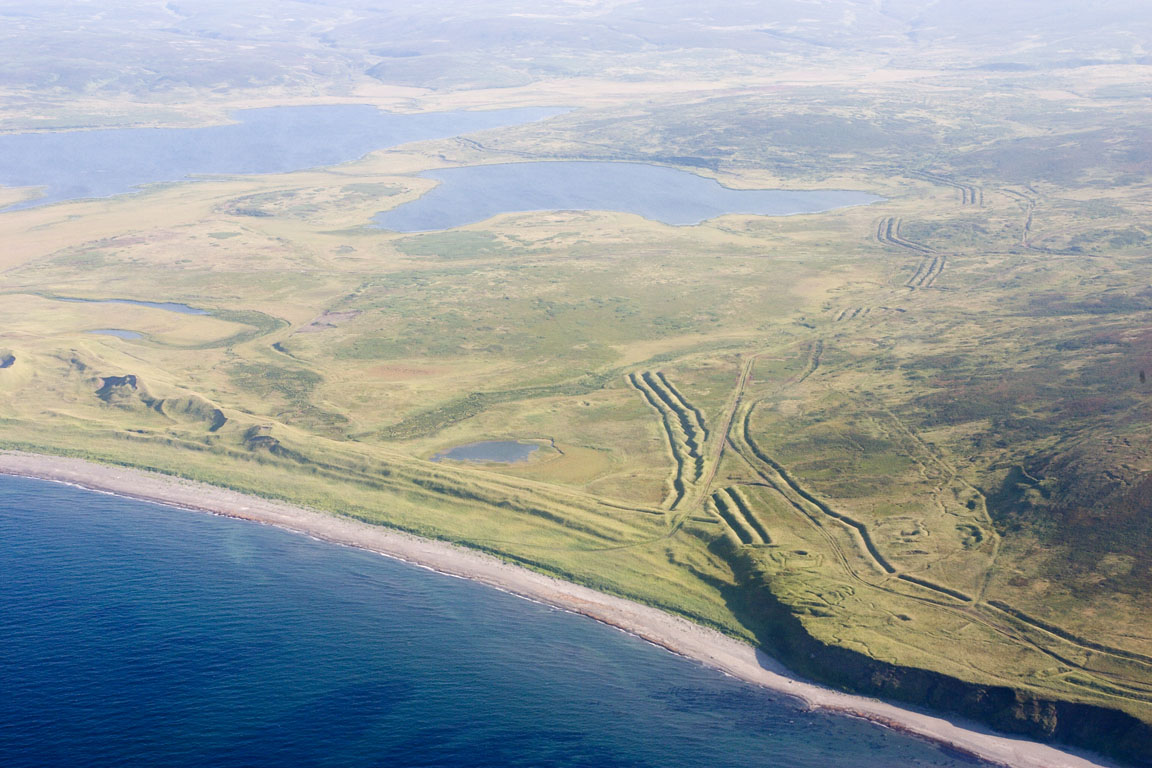
Protitankové zákopy jsou patrné i po 60 letech od bitvy